# Úrvalsdeild 1944
Thống kê của Úrvalsdeild mùa giải 1944.

## Tổng quan
Có 4 đội tham gia, và Valur giành chức vô địch. Sveinn Sveinsson, Sveinn Helgason và Jóhann Eyjólfsson của Valur, cũng như Eiríkur Bergsson của Víkingur, là vua phá lưới với 2 bàn thắng mỗi cầu thủ.

## Bảng xếp hạng
| Vị thứ | Câu lạc bộ | St | T | H | B | BT | BB | HS | Đ |
| 1      | Valur      | 3  | 2 | 1 | 0 | 6  | 3  | +3 | 5 |
| 2      | KR         | 3  | 2 | 0 | 1 | 3  | 2  | +1 | 4 |
| 3      | Víkingur   | 3  | 0 | 2 | 1 | 4  | 6  | -2 | 2 |
| 4      | Fram       | 3  | 0 | 1 | 2 | 3  | 5  | -2 | 1 |